# Vodní nádrž Slapy
Vodní nádrž Slapy je přehradní nádrž na řece Vltavě u obce Slapy ve Středočeském kraji, součást tzv. Vltavské kaskády. Podle rozlohy (11,626 km²) je šestou největší přehradou v České republice. Její hloubka je 58 m a hladina se nachází v nadmořské výšce 271 metrů.

## Historie
První rozhodnutí o stavbě přehrady jako součásti komplexu tzv. Štěchovických přehrad pochází z roku 1933, stavba ale byla odložena. Původní projekt počítal s jinou polohou stavby (hráz se měla nacházet před poslední zatáčkou dnešní nádrže), s přehradou vysokou 37,4 m a akumulačním objemem 60 mil. m3.
S novým plánováním díla se začalo ještě za 2. světové války, kdy byl jako nové umístění přehradní hráze zvolen konec tzv. Svatojánských proudů. Proběhlo podrobné zaměření břehů a v roce 1949 byly zahájeny přípravné stavby ražením odtokového tunelu ve skále u pravobřežního zavázání přehrady, který začal odvádět vodu v únoru 1951. Současně se začaly budovat příjezdové komunikace pro stavební techniku a ubytování pro dělníky. V roce 1952, po schválení nového stavebního projektu, začaly stavebně montážní práce na přehradě. Pro účely zásobování byly zbudovány tři lanovky.
Před napuštěním nádrže byly některé vytipované objekty, kterým by hrozilo zaplavení, přesunuty. Jednalo se především o kaple, kříže a sochy včetně sochy sv. Jana Nepomuckého, která byla symbolem Svatojánských proudů.
V červenci 1954, ještě před dokončením, přehradu čekala první zatěžkávací zkouška ve formě stoleté vody. Nádrž tehdy byla v počáteční fázi pozvolného napouštění, které započalo v dubnu téhož roku, během několika dnů ji ale povodeň naplnila úplně a tato volná kapacita téměř prázdné nádrže patrně zmírnila její důsledky.
Slavnostně otevřena byla přehrada 7. listopadu 1954, k finálnímu ukončení stavby a uvedení elektrárny do zkušebního provozu ale došlo až o rok později a povolení k plnému provozu bylo vydáno v roce 1956.

## Hráz
Hráz přehrady o výšce 67,5 m je založena na skalním podloží. Koruna hráze je dlouhá 260 m a přepad je tvořen čtyřmi hrazenými poli, v krajních blocích jsou umístěny spodní výpusti. Po hrázi je vedena silnice II. třídy.

## Vodní elektrárna
Vodní elektrárna byla uvedena do provozu v letech 1955–1956. V elektrárně jsou nainstalovány 3 Kaplanovy turbíny o výkonu 3× 48 MW. Plného výkonu je elektrárna schopna dosáhnout za 136 s.

## Plavební zařízení
Už od stavby přehrady bylo počítáno s plavebním zařízením pro lodě o nosnosti až 300 t. Původní projekt počítal s vertikálním zdvihadlem uvnitř železobetonové konstrukce zaústěné do původního odtokového tunelu na pravém břehu, záměr se ale v době stavby neuskutečnil z časových a finančních důvodů a stihla se postavit pouze část horní plavební komory. Malá plavidla do 3,5 t se tak musí převážet na vlecích tažených traktorem.
Od té doby byla na dostavbu zařízení zpracována řada studií. Ředitelství vodních cest ČR v roce 2014 zveřejnilo vizualizaci projektu, vypsání tendru ale nabralo několikaleté zpoždění a k roku 2024 byla stavba odhadována na roky 2029-2032.

## Využití
- Ochrana před povodněmi
- Energetika
- Nalepšení průtoků
- Průmyslový odběr
- Rekreace

## Rybolov
Slapy jsou na mnoha místech kamenitá, hluboká a rychle se svažující přehrada. Slapská přehrada vyniká lovem sumců či úhoře říčního. Také se zde dá ulovit candát obecný, štika obecná nebo kapr obecný. Ideální rybolovné techniky jsou přívlač nebo sumcaření.[zdroj⁠?!]

## Fotogalerie

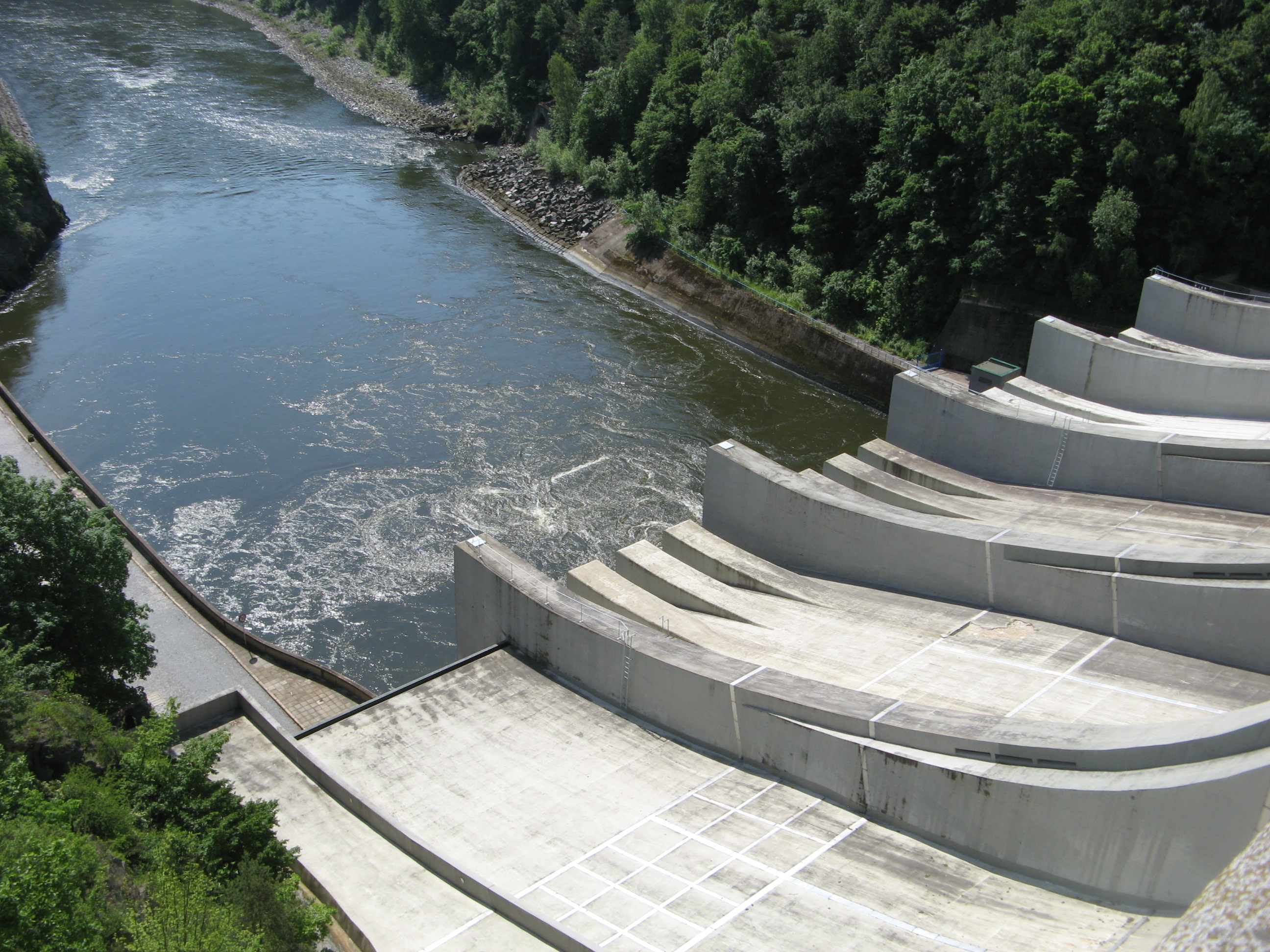
Pohled z hráze
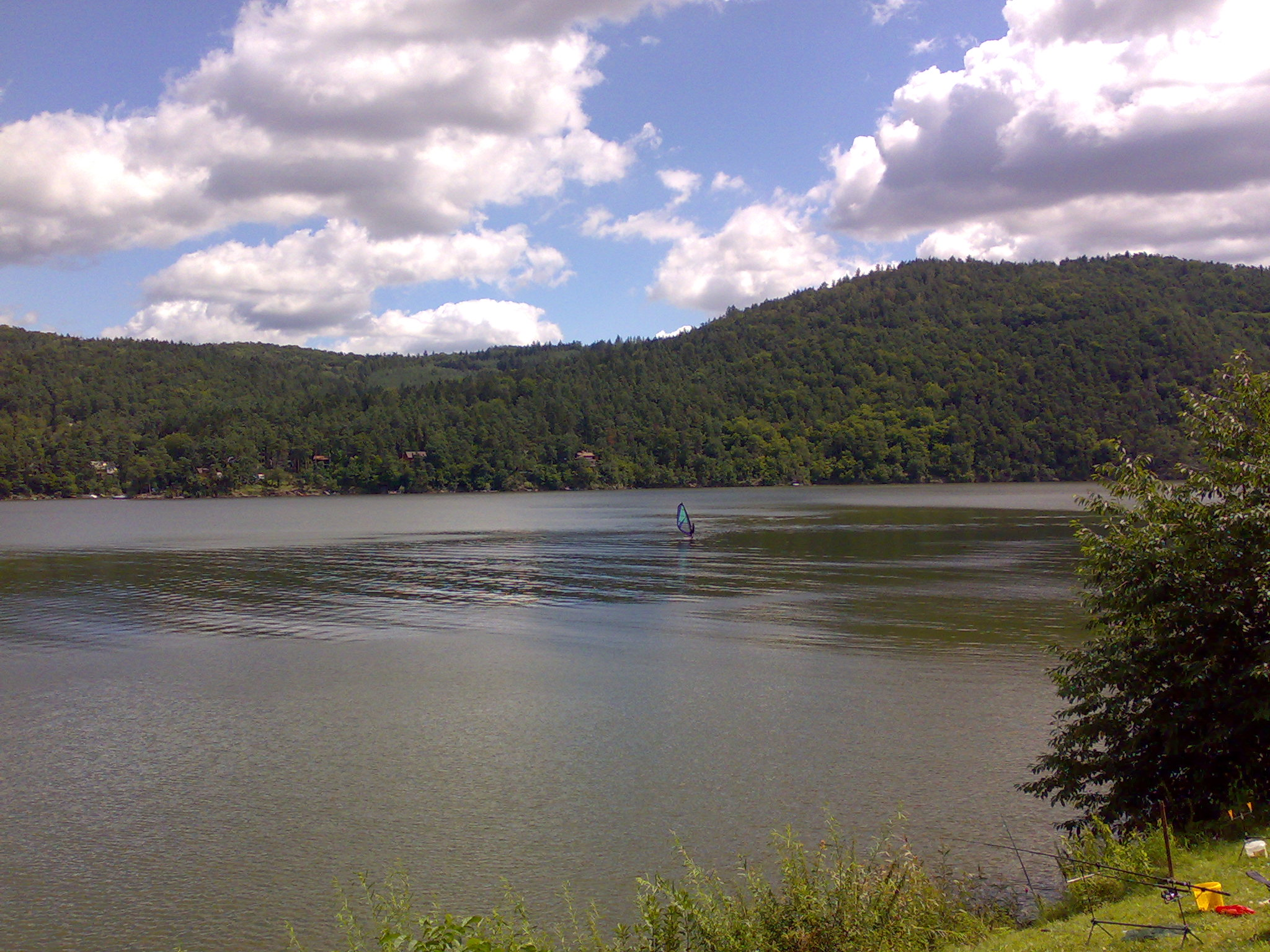
Pohled na vodní nádrž Slapy
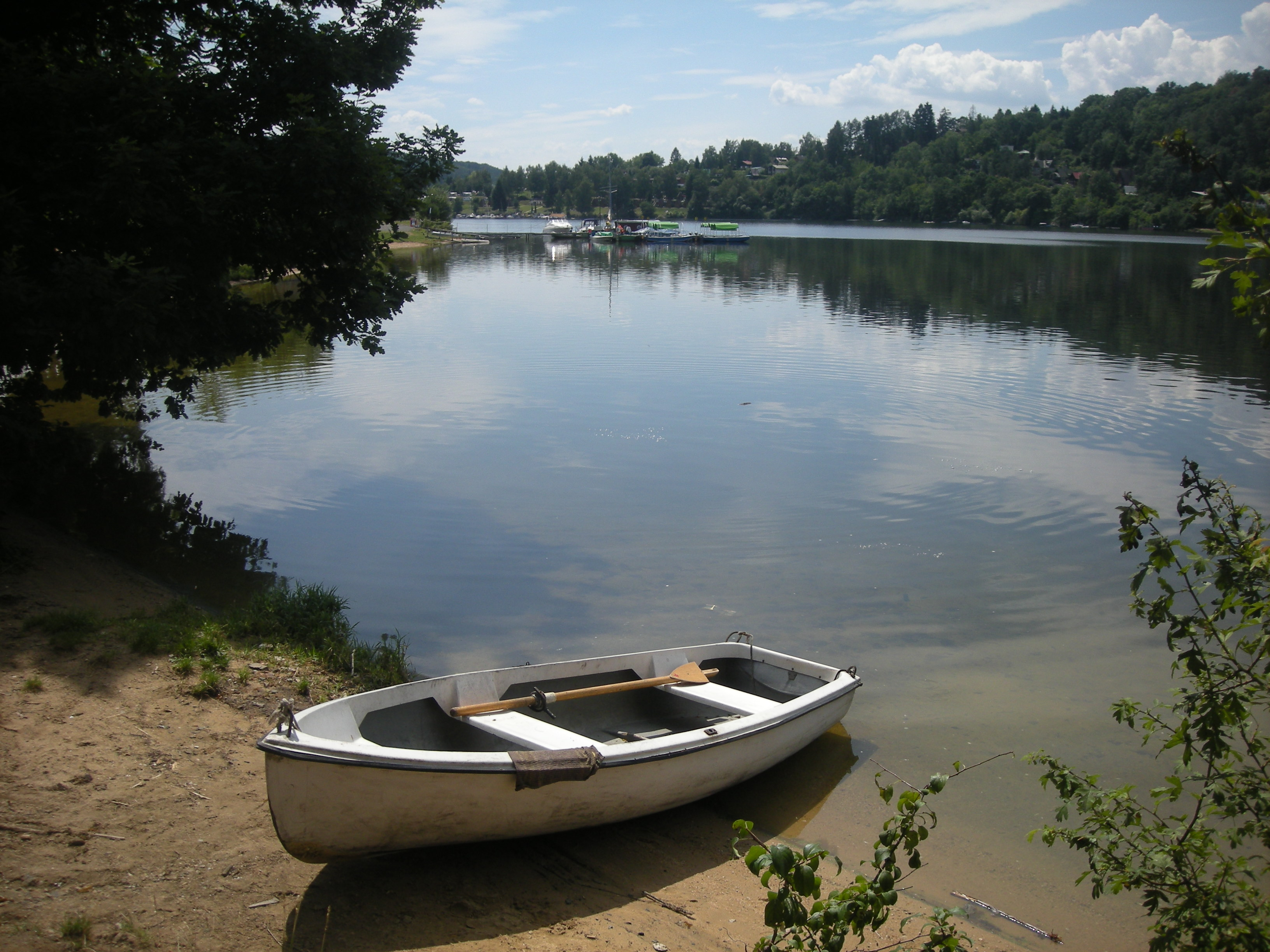
Osamělý člun na Slapské přehradě